# Ernst Hardt

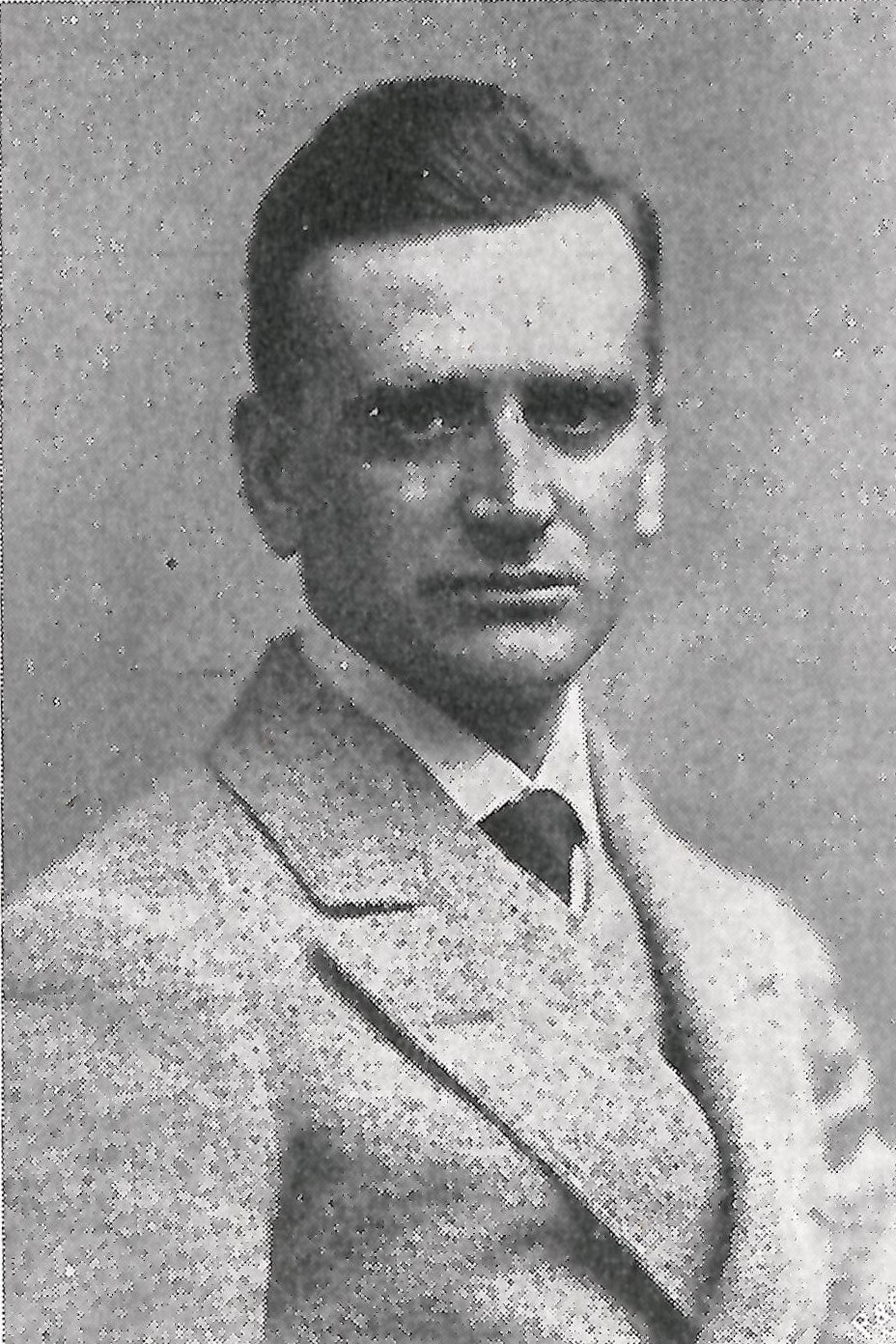
Ernst Hardt, um 1909, fotografiert von Ludwig Gutmann

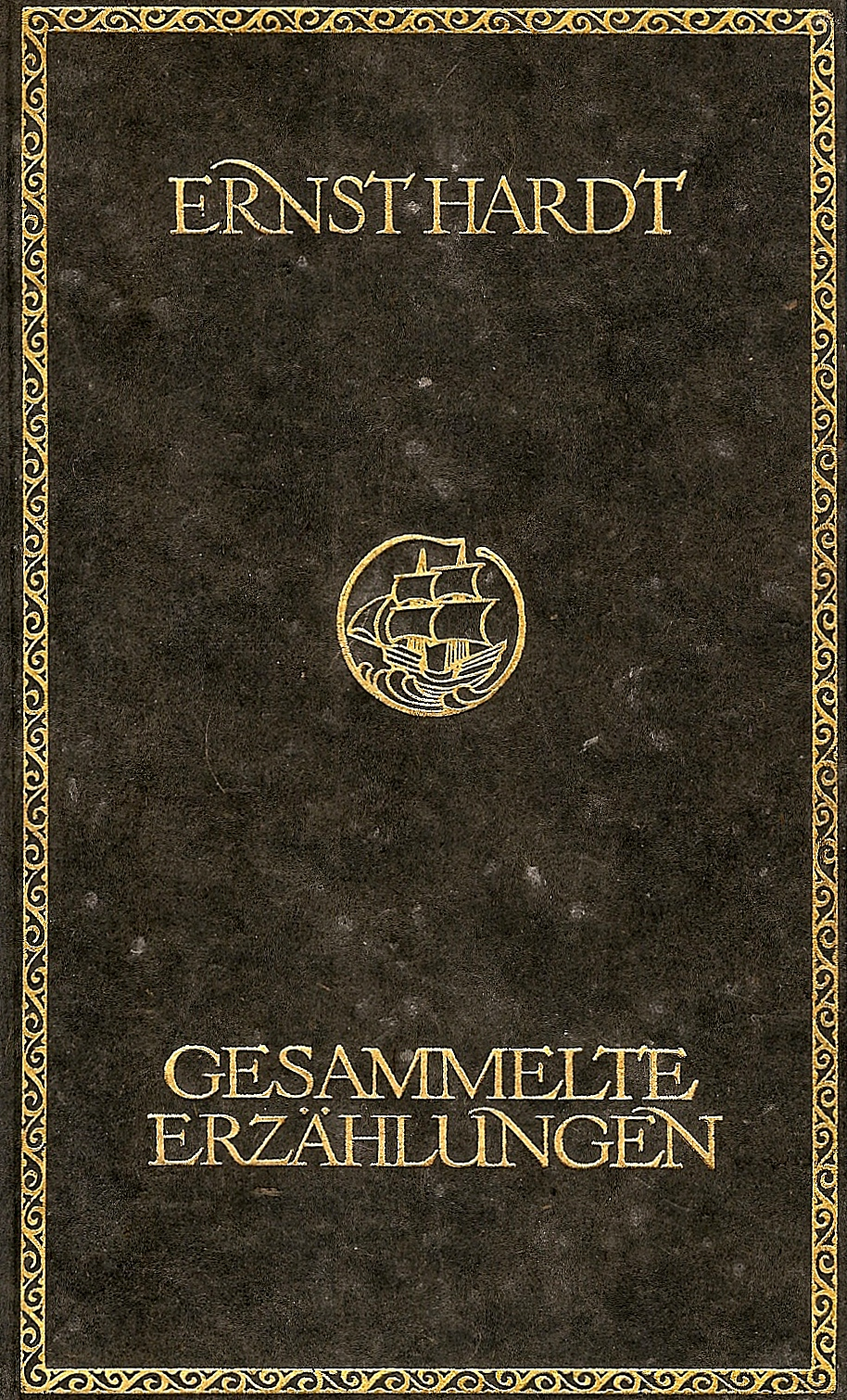
Gesammelte Erzählungen, Erstauflage, 1909, Leipzig

Friedrich Wilhelm Ernst Hardt, falsch auch Ernst Stöckhardt, (* 9. Mai 1876 in Graudenz, Westpreußen; † 3. Januar 1947 in Ichenhausen bei Günzburg) war ein deutscher Schriftsteller, Übersetzer, Theater- und Rundfunkintendant.

## Leben
Friedrich Wilhelm Ernst Hardt wurde als Sohn des Hauptmanns Ernst Hardt (1845–1883) und dessen Ehefrau Anna Lucie geb. Zaettré (1847–1912) im westpreußischen Graudenz geboren. Auf Wunsch des Vaters besuchte Hardt die Kadettenanstalt in Potsdam und danach die in Berlin-Lichterfelde, die er allerdings vorzeitig abbrach. In Berlin fand er den klassischen Archäologen und Kunsthistoriker Botho Graef als väterlichen Freund und Mentor, der ihn in die Künstler-, Literaten- und Wissenschaftskreise Berlins einführte und ihn auch mit auf seine Reisen nahm. Mit 17 Jahren unternahm er eine fast vierjährige Studienreise, die ihn nach Spanien, Portugal, Griechenland, Marokko und Italien führte. Seine ersten schriftstellerischen und journalistischen Versuche sind in dieser Zeit anzusetzen. Literarische Beiträge von ihm erschienen im Simplicissimus, wo er aus einem Novellen-Wettbewerb als Sieger hervorging, und in Stefan Georges Blättern für die Kunst. 1898 übernahm er die Stelle eines Feuilletonredakteurs der Dresdner Zeitung. Im Jahr darauf heiratete er in Athen Polyxena von Hößlin (1872–1960), eine Tochter des griechischen Rechtsanwalts, Bankiers, Präsidenten der griechischen Abgeordnetenkammer und Ministers Konstantin von Hößlin (22. Januar 1844 – 17. Januar 1920). Mit ihr hatte er eine Tochter (Donata, * 27. August 1900 Weimar, † 10. April 1986 Keitum, Mutter von Cornelia Schmalz-Jacobsen) und einen Sohn (Prosper, * 20. Mai 1905, † 1. September 1976). Bis 1907 lebte Hardt als freier Schriftsteller abwechselnd in Berlin und Athen.

### Umzug nach Weimar
1907 zog er nach Weimar ins Haus Am Horn 17b, zuerst zur Miete und später im Besitz, und gehörte bald zum Mittelpunkt einer Künstlergemeinde am Hof des Großherzogs Wilhelm Ernst. Bei Beginn des Ersten Weltkriegs wurde er aus gesundheitlichen Gründen vom Militärdienst freigestellt, engagierte sich aber für die „Weimar-Sammlung“, eine „Kriegsnotstandskasse“ der Deutschen Schillerstiftung. Gleichzeitig wurde er Vorstandsmitglied des „Bundes deutscher Gelehrter und Künstler“ in Berlin und Dolmetscher bei der „Postverkehrsprüfungsstelle“ für Kriegsgefangenenpost in Erfurt, später in Berlin.
Haus und Garten Am Horn 17b befinden sich noch in Grundriss und Anlage im Zustand der Zeit von Ernst Hardt. Die Besitzer haben seither mehrmals gewechselt. Zwischenzeitlich diente es auch, nach Auskunft der Besitzer, als Drehort für Tatort oder andere Aufzeichnungen.

### Intendant in Weimar
Nach dem Krieg rief er 1918 zur Gründung einer „Demokratischen Partei Großthüringens“ auf, wurde zum stellvertretenden Vorsitzenden der „Deutschen Schillerstiftung“ gewählt und zum kommissarischen Leiter des ehemaligen Hoftheaters bestellt. 1919 wurde ihm schließlich der Posten eines Generalintendanten übertragen. Einige Wochen danach wurde das ehemalige Hoftheater in Deutsches Nationaltheater umbenannt. Auf seine Initiative hin wurde die „Deutsche Nationalversammlung“ nach Weimar einberufen.
Ernst Hardt holte den jungen Grafiker Fritz Lewy von Düsseldorf nach Weimar. Zusammen entwickelten und gestalteten sie Bühnenbilder. Aus den auf das Notwendigste beschränkten Szenen entwickelte sich der Andeutungsstil der 50er Jahre. Ihre gemeinsame Arbeit trug später beim WDR reichlich Früchte.
Hardt trat in Weimar außerdem entschieden für die Errichtung des „Staatlichen Bauhauses“ unter Walter Gropius ein. 1923 kam es zur Trennung von seiner Gattin Polyxena (1930 zur offiziellen Scheidung).
Bis ins persönliche gehende Querelen mit Kritikern, rechtsgerichteter Presse und hypernationalistischen Alldeutschen setzten ihm sehr zu und er hat seinen Vertrag nicht verlängert und legte 1924 die Leitung des Nationaltheaters nieder.

### Theater- und Rundfunkintendant in Köln
1925 wurde Hardt als Nachfolger von Gustav Hartung zum Intendanten des Schauspielhauses in Köln berufen. Nach mehreren erfolglosen Inszenierungen gab er seine neue Stelle allerdings schon am Ende der Spielzeit 1925/26 wieder auf. Auf Empfehlung von Konrad Adenauer, damals Oberbürgermeister von Köln, erhielt er die Leitung der neuen „Westdeutschen Rundfunk A.G.“ (WERAG). 1930 heiratete er in zweiter Ehe die Schauspielerin Lou Daenner. Bereits Anfang 1932 geriet Hardt ins Visier der rechtsgerichteten Presse. Die Rundfunkzeitschrift Der Deutsche Sender zitiert „die Kölner nationalsozialistische Tageszeitung“ Westdeutscher Beobachter:

„Der Westdeutsche Rundfunk hat sich unter der Intendanz des Herrn Ernst Hardt zu einer Brutstätte pro-bolschewikischer Zersetzungsarbeit entwickelt. Man stelle sich vor: Von den neun Dezernaten des Westdeutschen Rundfunks sind die sieben wichtigsten mit Juden besetzt!“

Und über Hardts Gehalt schreibt der Westdeutsche Beobachter:

„Intendant Hardt 4000 M. monatlich, jährlich eine Gratifikation in Höhe von 12000 M.; für jede Mikrophonleistung eine besondere geldliche Entschädigung (z. B. für den Vortrag eines Gedichtes – Dauer zehn Minuten!) – runde 150 Steuermark!“

### Die Zeit im „Dritten Reich“
Nach der Machtergreifung der Nationalsozialisten 1933 wurde Hardt als Leiter des Westdeutschen Rundfunks „beurlaubt“, erhielt Hausverbot und wurde nach einigen Wochen entlassen. Einige Monate später wurde er für einen kurzen Zeitraum inhaftiert und nahm danach Zuflucht im Sankt-Anna-Hospital in Köln-Lindenthal. Hardt suchte danach um Aufnahme in die Reichsschrifttumskammer an, die ihm 1934 gewährt wurde, und veröffentlichte bis Kriegsende Beiträge und Übersetzungen in der Neuen Rundschau und der Europäischen Revue. 1934 kam es zum „Rundfunkprozess“, an dem er infolge seines labilen Gesundheitszustandes nicht teilnehmen konnte. Im selben Jahr wurde seine Enkelin Cornelia, die spätere FDP-Bundestagsabgeordnete und -Generalsekretärin Cornelia Schmalz-Jacobsen, geboren. 1935 wurde er in zwei Anklagepunkten freigesprochen; in einem dritten Punkt wurde das Verfahren eingestellt. Hardt übersiedelte danach nach Berlin. 1938 erhielt er auf Veranlassung Hermann Görings durch die Reichs-Rundfunk-Gesellschaft die Zahlung einer Abfindungssumme von 9000 Reichsmark. 1940 ließ sich Hardt von seiner zweiten Ehefrau Lou scheiden und übersiedelte 1943 nach Ichenhausen. 1944 heiratete er in dritter Ehe Tilla Schmalhorst.

### Neue Pläne
Nach 1945 nahm Hardt Verbindung auf zu dem ehemaligen Reichs-Rundfunkkommissar Hans Bredow und zu dem britischen Kontrolloffizier beim NWDR Alexander Maaß, einem Kölner Mitarbeiter Hardts vor 1933. Pläne zur Übernahme einer Rundfunkintendanz in München, Köln oder Hamburg scheiterten aber an der Erkrankung Hardts an Lungenkrebs.
Ernst Hardt starb am 3. Januar 1947 im Alter von 70 Jahren in Ichenhausen. Seine Asche wurde auf der Wilhelmshöhe verstreut, zur Erinnerung an ihn hat die Stadt Ichenhausen dort einen Gedenkstein errichtet und an seinem Haus in der Günzburger Straße 31 (Besitzer Malermeister Striebel) eine Gedenktafel angebracht.

### Nachwirkung
Seit 2005 bemüht sich die Wirtschaftsvereinigung Ichenhausen, die Erinnerung an Ernst Hardt neu zu beleben. Joseph Reichensperger hat das wohl größte private Ernst-Hardt-Archiv außerhalb des Deutschen Literaturarchivs Marbach zusammengetragen. Anlässlich des 130. Geburtstages von Ernst Hardt hat die Wirtschaftsvereinigung Ichenhausen den Gedenkstein auf der Wilhelmshöhe an der Verbindungsstraße Ichenhausen–Ettenbeuren restaurieren und mit einer Bronzetafel versehen lassen, auf der Hardts Gedicht „Am letzten Tor“ eingraviert ist:
Am letzten Tor
Sieh da! An diesem Tor steht nun der Ehrenposten
Mit Hippe, Lampe und dem Stundensand.
Noch einmal lass mich Süß und Bitter kosten,
Dann, Wächter, leuchte vor ins unbekannte Land.
Im Foyer des Schulmuseums Ichenhausen befand sich eine Gedenkausstellung zu Ernst Hardt.
Anlässlich des 140. Geburtstages (9. Mai 2016) wurde Joseph Reichensperger von den „Freunden des Stadtmuseums Weimar“ zum Vortrag „Ernst Hardt in Weimar“ eingeladen. Während des Vortrages stellte sich heraus, dass die von Richard Engelmann (1868–1966) in 1914/15 geschaffene Gipsbüste restauriert worden war und sich im Archiv der Moderne in der Bauhaus-Universität Weimar befindet. Seit 2017 ist die Büste in der Dauerausstellung des Stadtmuseums Weimar  „Demokratie aus Weimar“ zu sehen.

## Leistungen
Hardts gesamtes Frühwerk steht im Schatten von Stefan George und seinem Kreis. Von diesem Einfluss konnte sich Hardt zeitlebens nicht wirklich lösen, auch wenn er später Einflüsse von Hugo von Hofmannsthal erfuhr. Dabei kam er dem französischen Symbolismus sehr nahe.

## Auszeichnungen und Ehrungen
- 1908 Staats-Schillerpreis (gemeinsam mit Karl Schönherr) für Tantris der Narr
- 1908 Volks-Schillerpreis für Tantris der Narr

Anlässlich seines 70. Todestages hat der WDR mit einer Feierstunde Ernst Hardts gedacht.

## Werke (in Auswahl)

### Theaterstücke
- Tote Zeit, 1898
- Der Kampf ums Rosenrote, 1903
- Aus den Tagen des Knaben, 1904
- Ninon von Lenclos, 1905 Digitalisat
- Tantris der Narr, 1907, Uraufführung Köln 1908
- Gudrun, 1911
- Schirin und Gertraude, 1913 (von Paul Graener vertont)
- König Salomo, 1913
- Büchners Fragmente Woyzeck und eine textkritische Edition im Besitz des Insel-Verlages hat Ernst Hardt zu einer bühnentauglichen Fassung gebracht.

### Erzählungen, Novellen
- Priester des Todes, Novellen, 1898
- Bunt ist das Leben, Novellen, 1902
- Aus den Tagen des Knaben (1904)
- An den Toren des Lebens, Novelle, 1904
- Gesammelte Erzählungen (1909)
- Gedenkreden zum Tode von Otto Brahm (1912) und Joseph Kainz (1910)
- Die Quelle (ein szenischer Dialog zum 6. Februar 1919, 1. Sitzung der „Weimarer Nationalversammlung“)
- Der Ritt nach Kap Spartell und andere Erzählungen, 1946
- Don Hjalmar, 1946

### Übersetzungen
- Honoré de Balzac: Das Mädchen mit den Goldaugen, 1904 (1961: Insel-Bücherei 654)
- Honoré de Balzac: Die Geschichte der Dreizehn, 1909
- Paul Claudel: Vom Wesen der holländischen Malerei, 1937
- Gustave Flaubert: Ein schlichtes Herz, 1904
- Gustave Flaubert: Herodias, 1904 (1913: Insel-Bücherei 76/1)
- Gustave Flaubert: Die Sage von Sankt Julianus dem Gastfreien, 1904 (1912: Insel-Bücherei 12)
- François de La Rochefoucauld: Die Maximen des Herzogs von La Rochefoucauld, 1937
- Guy de Maupassant: Bel-Ami, 1948
- Jean-Jacques Rousseau: Bekenntnisse, 1907
- Leo van Puyvelde: Skizzen des Peter Paul Rubens, 1939
- Hippolyte Taine: Philosophie der Kunst, 1903
- Hippolyte Taine: Reise in Italien, 1904
- Hippolyte Taine: Aufzeichnungen über England, 1906
- Luc de Clapiers de Vauvenargues, Betrachtungen und Maximen, 1906
- Voltaire: Zadig oder das Geschick, 1912 (1925: Insel-Bücherei 171/2A)
- Voltaire: Candid oder Der Optimismus, 1913
- Émile Zola: Doktor Pascal, 1925